# Аксубаево
Аксуба́ево (тат. Аксубай, чув. Аксу) — посёлок городского типа, административный центр Аксубаевского района Республики Татарстан России. Образует городское поселение поселок городского типа Аксубаево.
Аксубаево расположен на берегу реки Малая Сульча (бассейн Большого Черемшана).

## Расстояние до городов
- Казань — 180 км
- Набережные Челны — 220 км
- Нижнекамск — 180 км
- Альметьевск — 140 км
- Чистополь — 60 км
- Нурлат — 55 км

## Население
| 1959  | 1970    | 1979  | 1989    | 2002    | 2005  |
| ----- | ------- | ----- | ------- | ------- | ----- |
| 3970  | ↗4392   | ↗6172 | ↗7601   | ↗9519   | ↗9733 |
| 2006  | 2007    | 2009  | 2010    | 2011    | 2012  |
| ↗9798 | ↗9883   | ↗9961 | ↗10 008 | ↗10 020 | ↘9974 |
| 2013  | 2014    | 2015  | 2016    | 2017    | 2018  |
| ↘9949 | ↗10 001 | ↘9984 | ↘9981   | ↘9905   | ↘9863 |
| 2019  | 2020    | 2021  | 2024    |         |       |
| ↘9783 | ↘9736   | ↘9242 | ↘9060   |         |       |

## История
Населённый пункт основан в 1771 году. Статус посёлка городского типа — с 1973 года.

## Экономика
Наиболее перспективными предприятиями являются ОАО «Аксубаевский маслодельный завод», ГБУ «Аксубаевское лесничество», ГБУ «Аксубайлес», ООО «Актай». Строительством занято 6 организаций: Аксубаевский асфальтобетонный завод (ОАО «Татавтодор»), ООО «Аксустрой», ООО «Мелиоратор», ОАО «УРСЖ», ООО «Максад», ООО «Аксубаево-Бурводсервис».
Газификацией и обновлением электросетей занимаются ООО «Газпромтрансгаз» и ОАО «Сетевая компания» Чистопольские электрические сети.

## Транспорт
В Аксубаево существовало государственное унитарное автопредприятие ОАО «Аксубаевское АТП».
Предприятие управляло развитой сетью пассажирских автоперевозок по Аксубаевскому району и межгороду. Осуществлялись прямые рейсы в Казань, Самару, Альметьевск, Набережные Челны, Нижнекамск, Чистополь, Чебоксары, Ульяновск.
В настоящее время автопредприятие ОАО «Аксубаевское АТП» закрыто.

## Культура
- Районный дом культуры
- Центральная библиотека
- Центральный краеведческий музей
- Молодёжный центр
- КИМский сельский клуб
- Родник «Каменный овраг»

## Здравоохранение
- Аксубаевская центральная районная больница
- Отделение ФФГУЗ «Центр гигиены и эпидемиологии» в РТ
- Родильный дом

## Образование
- Аксубаевская средняя школа № 1 им. В. Г. Тимирясова
- Аксубаевская средняя школа № 2
- Аксубаевская средняя школа № 3
- Техникум Универсальных технологий (АТУТ)

## Детские и подростковые заведения
- Центр внешкольной работы
- Детская школа искусств
- Детская-юношеская спортивная школа
- д/с «Буратино»
- д/с «Радуга»
- д/с «Лейсан»
- д/с «Колобок»
- д/с «Солнышко»

## Спорт
- МБУ "Универсальный спортивный зал «Юность»
- Плавательный бассейн «Дельфин»
- Аксубаевский шахматный клуб имени Юрия Васильевича Сухалова[25]

## Социальное обслуживание населения
- ГБУ Центр социального обслуживания населения МТЗ и СЗ РТ «Нежность»
- Дом-интернат для престарелых и инвалидов
- Социальный приют для детей и подростков «Мечта»

## Религиозные организации
Мусульманская религиозная организация
- Центральная мечеть
- Мечеть «Әниләр»

Местная православная религиозная организация приходской церкви
- Церковь

## Климат
| Показатель                    | Янв. | Фев. | Март | Апр. | Май | Июнь | Июль | Авг. | Сен. | Окт. | Нояб. | Дек. | Год |
| ----------------------------- | ---- | ---- | ---- | ---- | --- | ---- | ---- | ---- | ---- | ---- | ----- | ---- | --- |
| Средний суточный максимум, °C | −11  | −9   | −2   | 8    | 19  | 22   | 25   | 23   | 16   | 6    | −2    | −7   | 7   |
| Средний суточный минимум, °C  | −17  | −16  | −9   | −1   | 8   | 12   | 14   | 12   | 7    | 1    | −6    | −12  | −1  |
| Норма осадков, мм             | 40   | 40   | 30   | 35   | 50  | 55   | 45   | 50   | 50   | 60   | 50    | 50   | 555 |

## Связь
- Услуги стационарной связи
  - Таттелеком
- Сотовая связь
  - МегаФон
  - МТС
  - Билайн
  - Теле2
  - Летай

### Газеты
- «Сельская новь»
- «Авыл таңнары»
- «Ял пурнӑҫӗ»

### Радио
| Несущая частота звука, МГц | Название радиостанции | Мощность передатчика, кВт | Расположение передатчика, город |
| FM                         | FM                    | FM                        | FM                              |
| -------------------------- | --------------------- | ------------------------- | ------------------------------- |
| 88,1                       | Русское радио         | 0,25                      | Нурлат                          |
| 88,5                       | Авторадио             | 0,25                      | Нурлат                          |
| 102,4                      | DFM                   | 1                         | Нурлат                          |
| 104,3                      | Болгар радиосы        | 0,5                       | Аксубаево                       |
| 104,7                      | Болгар радиосы        | 1                         | Нурлат                          |
| 106,2                      | БИМ-Радио             | 0,5                       | Нурлат                          |
| 106,7                      | Европа плюс           | 1                         | Нурлат                          |